# Phenacobius crassilabrum
Phenacobius crassilabrum és una espècie de peix cipriniforme de la família dels ciprínids.

## Morfologia
Els mascles poden assolir els 11,2 cm de longitud total.

## Distribució geogràfica
Es troba als Estats Units: oest de Virgínia, oest de Carolina del Nord, est de Tennessee i nord-est de Geòrgia.